# Мајурец
Мајурец је насељено место у саставу града Крижеваца у Копривничко-крижевачкој жупанији, Република Хрватска.

## Историја
До територијалне реорганизације у Хрватској налазио се у саставу бивше велике општине Крижевци.

## Становништво
На попису становништва 2011. године, Мајурец је имао 423 становника.

## Попис1991.
На попису становништва 1991. године, насељено место Мајурец је имало 472 становника, следећег националног састава:
| Попис 1991.‍  | Попис 1991.‍  | Попис 1991.‍ | Попис 1991.‍ | Попис 1991.‍ |
| ------------ | ------------ | ----------- | ----------- | ----------- |
|              |              |             |             |             |
| Хрвати       | Хрвати       |             | 445         | 94,27%      |
| Југословени  | Југословени  |             | 7           | 1,48%       |
| Срби         | Срби         |             | 2           | 0,42%       |
| Украјинци    | Украјинци    |             | 1           | 0,21%       |
| неопредељени | неопредељени |             | 7           | 1,48%       |
| непознато    | непознато    |             | 10          | 2,11%       |
| укупно: 472  |              |             |             |             |